# Tucheng (sockenhuvudort i Kina, Hubei Sheng, lat 30,66, long 111,11)
Tucheng är en sockenhuvudort i Kina. Den ligger i provinsen Hubei, i den centrala delen av landet, omkring 300 kilometer väster om provinshuvudstaden Wuhan. Antalet invånare är 20 956. Befolkningen består av 10 018 kvinnor och 10 938 män. Barn under 15 år utgör 10,0 %, vuxna 15-64 år 74 %, och äldre över 65 år 14,0 %.
Runt Tucheng är det ganska tätbefolkat, med 116 invånare per kvadratkilometer. Närmaste större samhälle är Yichang, 18,2 km öster om Tucheng. I omgivningarna runt Tucheng växer huvudsakligen savannskog.
Genomsnittlig årsnederbörd är 1 331 millimeter. Den regnigaste månaden är maj, med i genomsnitt 206 mm nederbörd, och den torraste är december, med 14 mm nederbörd.